# Sloanea petalata
Sloanea petalata är en tvåhjärtbladig växtart som beskrevs av D.Samp. & V.C.Souza. Sloanea petalata ingår i släktet Sloanea och familjen Elaeocarpaceae. Inga underarter finns listade i Catalogue of Life.